# SMS Seydlitz
El SMS Seydlitz fue un crucero de batalla de 25 000 toneladas de desplazamiento de la Kaiserliche Marine, construido en Hamburgo, Alemania, y dado de alta en mayo de 1913. Recibió su nombre en honor a Friedrich Wilhelm von Seydlitz , general prusiano durante el reinado de Federico II el Grande.

## Diseño y construcción

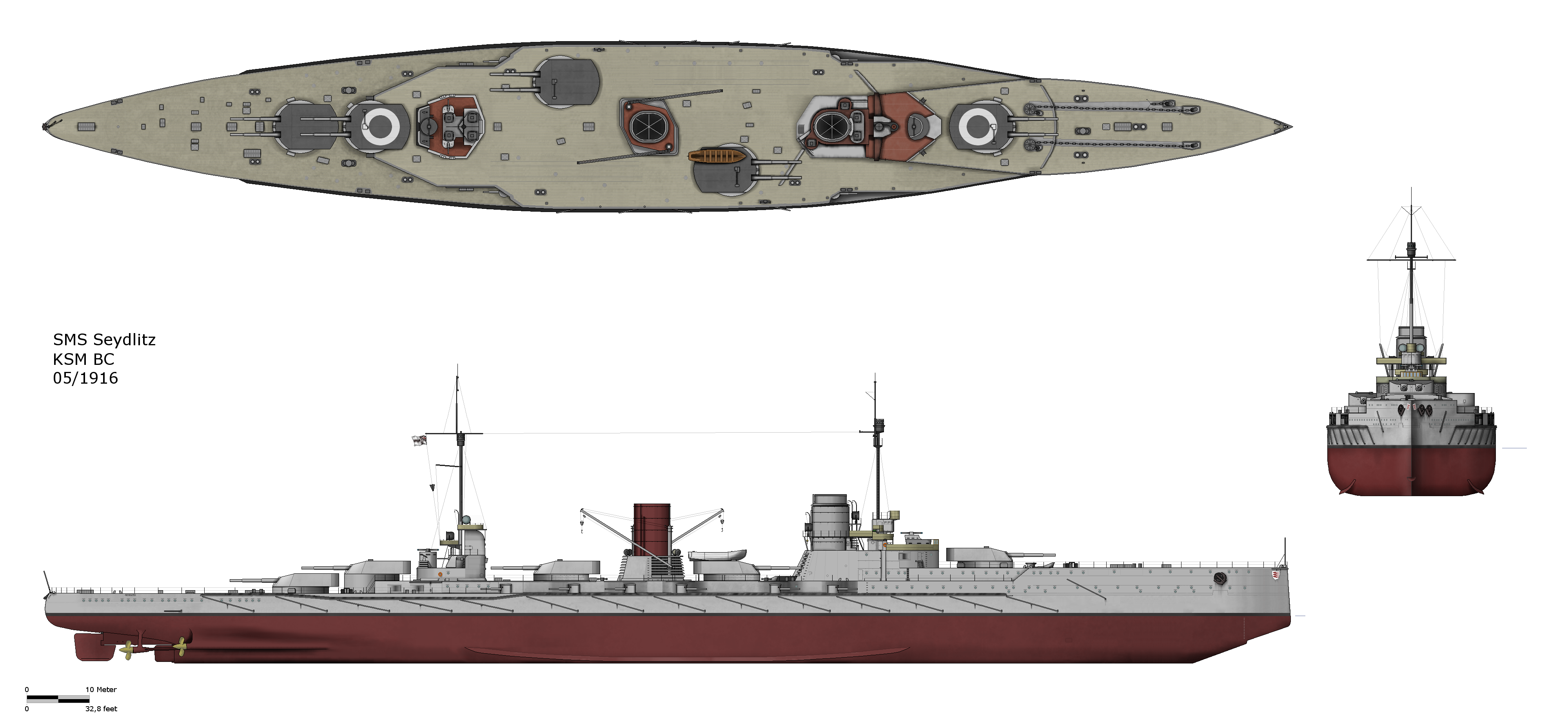
El Seydlitz según su configuración de 1916.

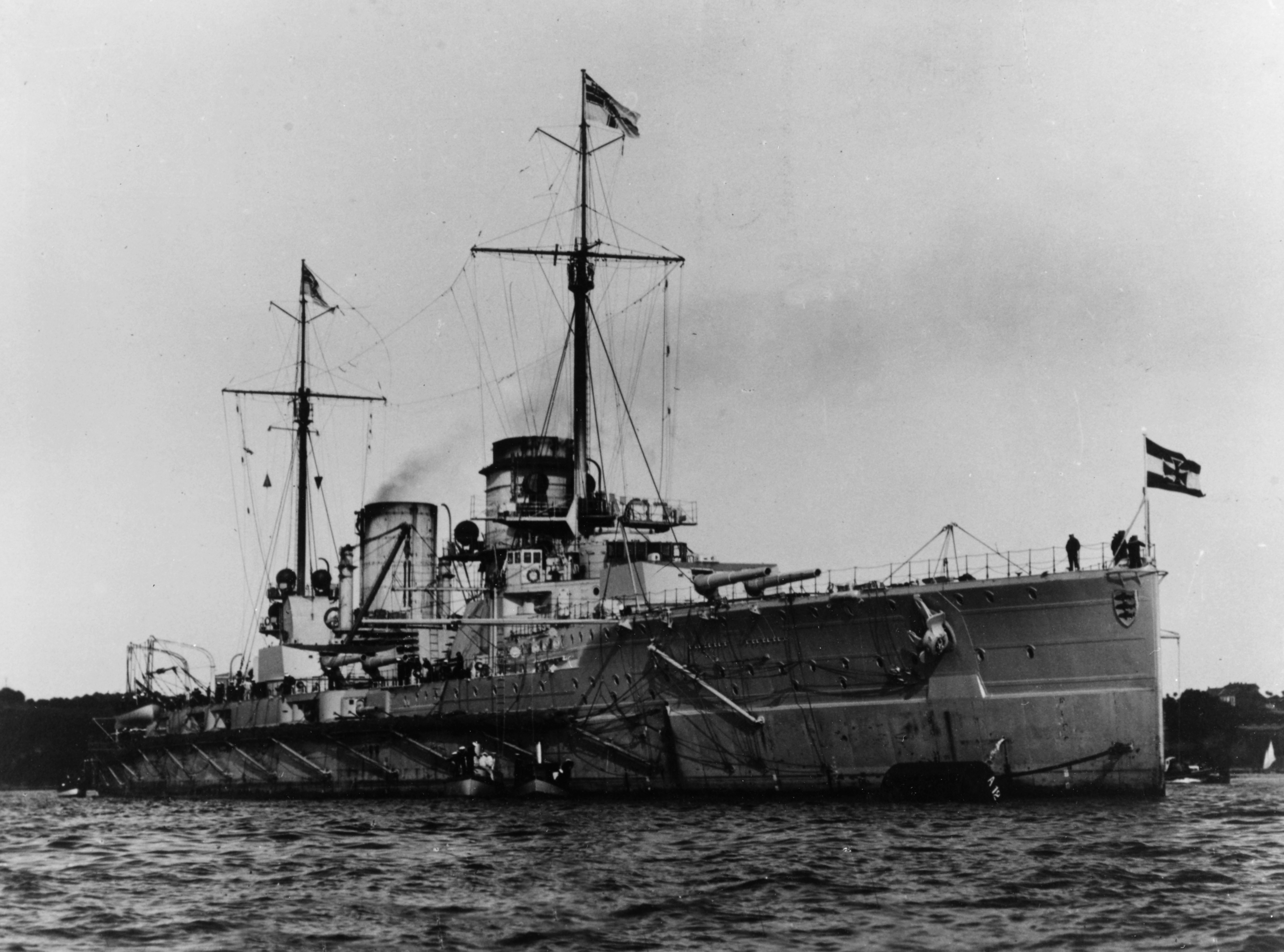
El Seydlitz en 1913.

El Seydlitz fue un buque único en su clase. Se comenzó a construir como una versión modificada de su predecesora, la clase de cruceros de batalla Moltke. Al igual que el Moltke, era básicamente una versión agrandada del primer crucero de batalla alemán, el Von der Tann. Se considera al Seydlitz como la última evolución de la primera generación de cruceros de batalla alemanes.
Cuando se comenzó a diseñar, se tuvieron en cuenta varios diseños totalmente nuevos, incluyendo uno armado con diez cañones de 280 mm (11”) dispuestos a lo largo de la línea de crujía, en una disposición similar a los acorazados de la clase König y otro con ocho cañones de 305 mm (12”), al igual que sus contemporáneos británicos de la clase Indefatigable. Sin embargo, el ministerio de Economía no autorizaría un aumento del coste con respecto a sus antecesores de la clase Moltke. El plan fue construir un gemelo de los Moltke y Goeben, hasta que el almirante Tirpitz pudiera negociar un aumento del presupuesto para blindar con acero Krupp y realizar nuevos cambios en el diseño. 
La principal diferencia entre el Seydlitz y sus predecesores fue su elevado castillo de proa, que le daba un alto francobordo. Se intentaba con ello mejorar las cualidades marineras de sus predecesores de la clase Moltke, que se consideraban buques "húmedos" incluso con una mar relativamente suave. El Seydlitz era también un nudo más rápido, tenía un blindaje ligeramente más grueso y un nuevo diseño de las torretas.
Se colocó su quilla en la grada de los astilleros Blohm & Voss de Hamburgo el 4 de febrero de 1911, fue botado el 30 de marzo de 1912 y entregado a la Marina Imperial alemana el 22 de mayo de 1913

## Historial de servicio

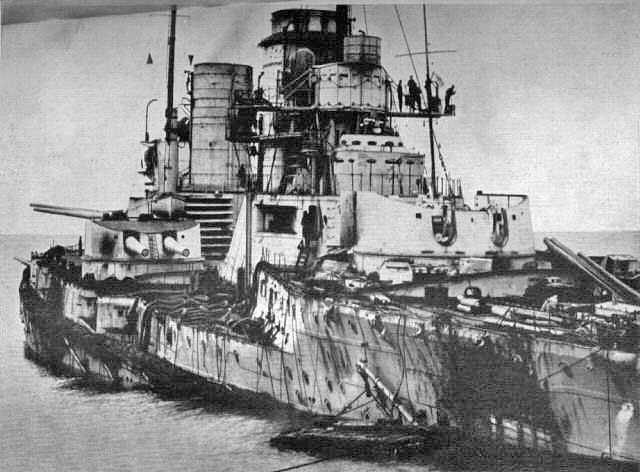
El Seydlitz resultó severamente dañado en la Batalla de Jutlandia en 1916. Esta fotografía fue tomada tras ser puesto de nuevo a flote en el estuario Jade.

En la batalla de banco Dogger el 24 de enero de 1915, en la Primera Guerra Mundial, el SMS Seydlitz fue el buque insignia del almirante Franz von Hipper. Fue alcanzado por un proyectil de 343 mm (13.5”) procedente del HMS Lion, el cual penetró el compartimento situado tras la torre de popa. La explosión resultante eliminó la torreta y la adyacente, con la pérdida de 160 hombres entre las dos torres. Únicamente la acción del oficial encargado de ordenar la inundación los compartimientos evitó la explosión de munición que hubiera supuesto la pérdida del Seydlitz. El suboficial Wilhelm Heidkamp salvó el buque cuando, en una acción desesperada, abrió las válvulas, que estaban al rojo vivo, lo que le produjo quemaduras en manos y pulmones de las que nunca llegó a recuperarse, y por las cuales falleció algunos años después. La Kriegsmarine nombró el destructor Z21 con su nombre. En la posterior Batalla de Jutlandia, se vivió una situación similar en el Lion.
El Seydlitz participó en los bombardeos de Yarmouth y Lowestoft el 24 de abril de 1916. En el transcurso de esta acción, chocó con una mina, que le obligó a retirarse prematuramente del ataque. La mina mató a 9 hombres e inundó el compartimiento de torpedos.
En la Batalla de Jutlandia, acaecida entre el 31 de mayo y el 1 de junio de 1916, fue el tercer buque de la línea de la escuadra de cruceros de batalla del almirante Hipper. Su fuego de artillería fue el causante de la explosión del HMS Queen Mary. El Seydlitz resultó seriamente dañado al ser alcanzado por 21 proyectiles de grueso calibre y un torpedo, víctimas de los cuales fallecieron 98 hombres y 55 recibieron heridas. Embarcó 5000 toneladas de agua y su francobordo quedó reducido prácticamente a nada. Fue llevado al estuario Jade, donde fue deliberadamente encallado.
Tras el combate, el Seydlitz fue aligerado, eliminando todo el equipamiento posible, incluidas las torretas con sus cañones, y fue reflotado para ser llevado a puerto, donde se iniciaron sus reparaciones en un proceso de cinco meses de duración, que lo llevó de nuevo al servicio activo con la Flota de Alta Mar en noviembre de 1916. Volvió a servir como buque insignia del almirante Hipper durante el resto de la guerra.
Entre el 4 y el 5 de noviembre, el Seydlitz, junto con otros buques de las I y III escuadras, incluidos el SMS Moltke y el SMS Bayern, navegaron hasta Bovbjerg en la costa danesa con la orden de recuperar los submarinos encallados U20 y U30.

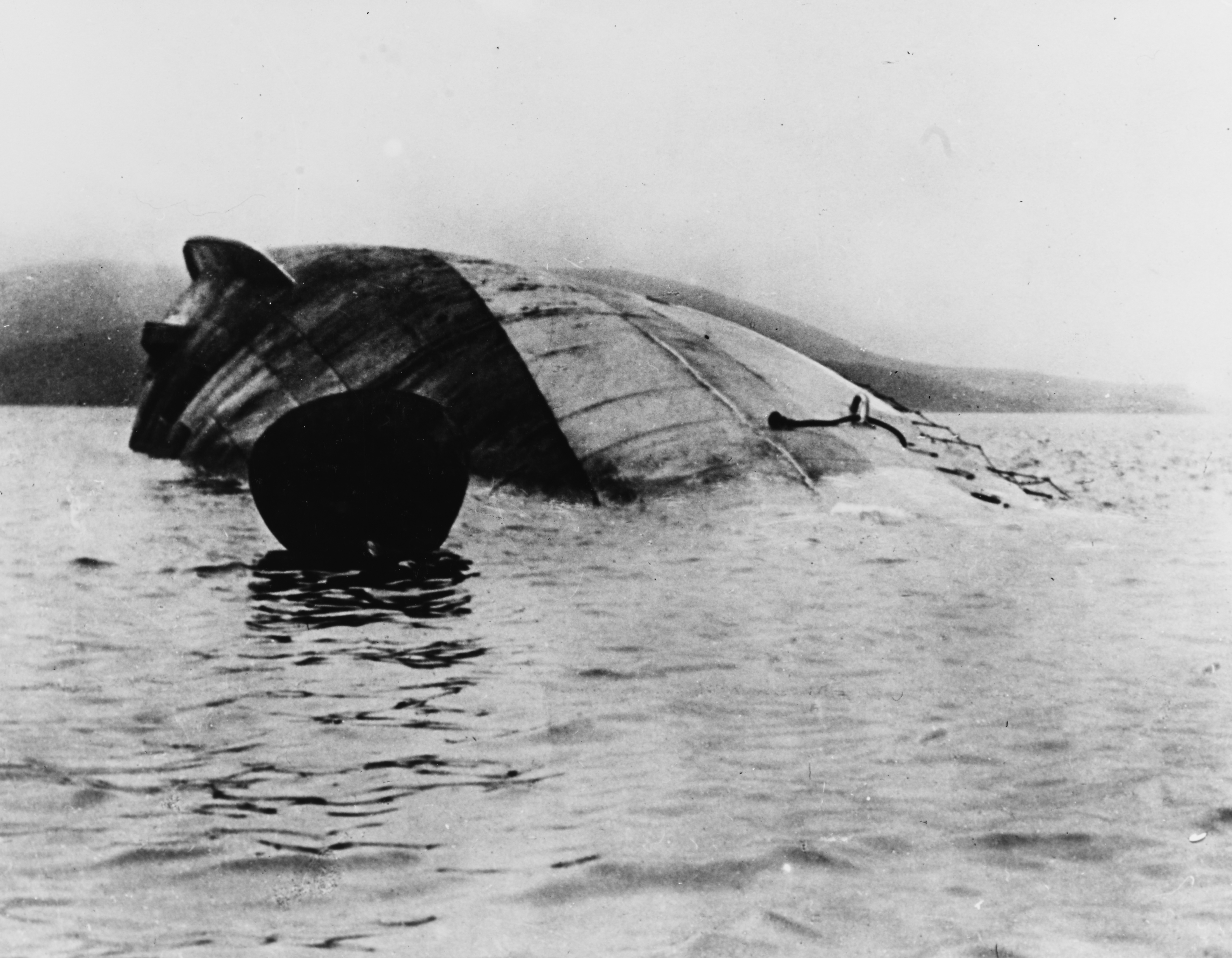
El Seydlitz hundiéndose en Scapa Flow en 1919 con el resto de la flota alemana.

El Seydlitz fue el buque capital alemán que sobrevivió a la guerra con más daños, prueba del fuerte diseño de los cruceros de batalla alemanes. Era quizás uno de los buques más populares de la Flota de Alta Mar. Su apodo dentro de la flota era "Allen Voran", o "A la cabeza de todos".
Tras el armisticio, fue internado en Scapa Flow donde fue echado a pique por su tripulación junto al resto de la Flota de Alta Mar el 21 de junio de 1919. Fue reflotado en 1928 y desguazado.